# Palais d'Akasaka
Le palais d'Akasaka (赤坂離宮, Akasaka rikyū), ou la maison des hôtes d'État (迎賓館, Geihinkan), est l'une des deux résidences officielles du gouvernement du Japon. Le palais est construit à l'origine comme palais impérial du prince héritier (東宮御所, Tōgū gosho) en 1909.
De nos jours, le palais accueille les chefs d'État en visite officielle. Situé dans le district Moto-Akasaka de l'arrondissement de Minato à Tokyo, le bâtiment prend sa fonction actuelle en 1974 après avoir été un palais impérial détaché. Il est classé trésor national depuis 2009.

## Présentation générale

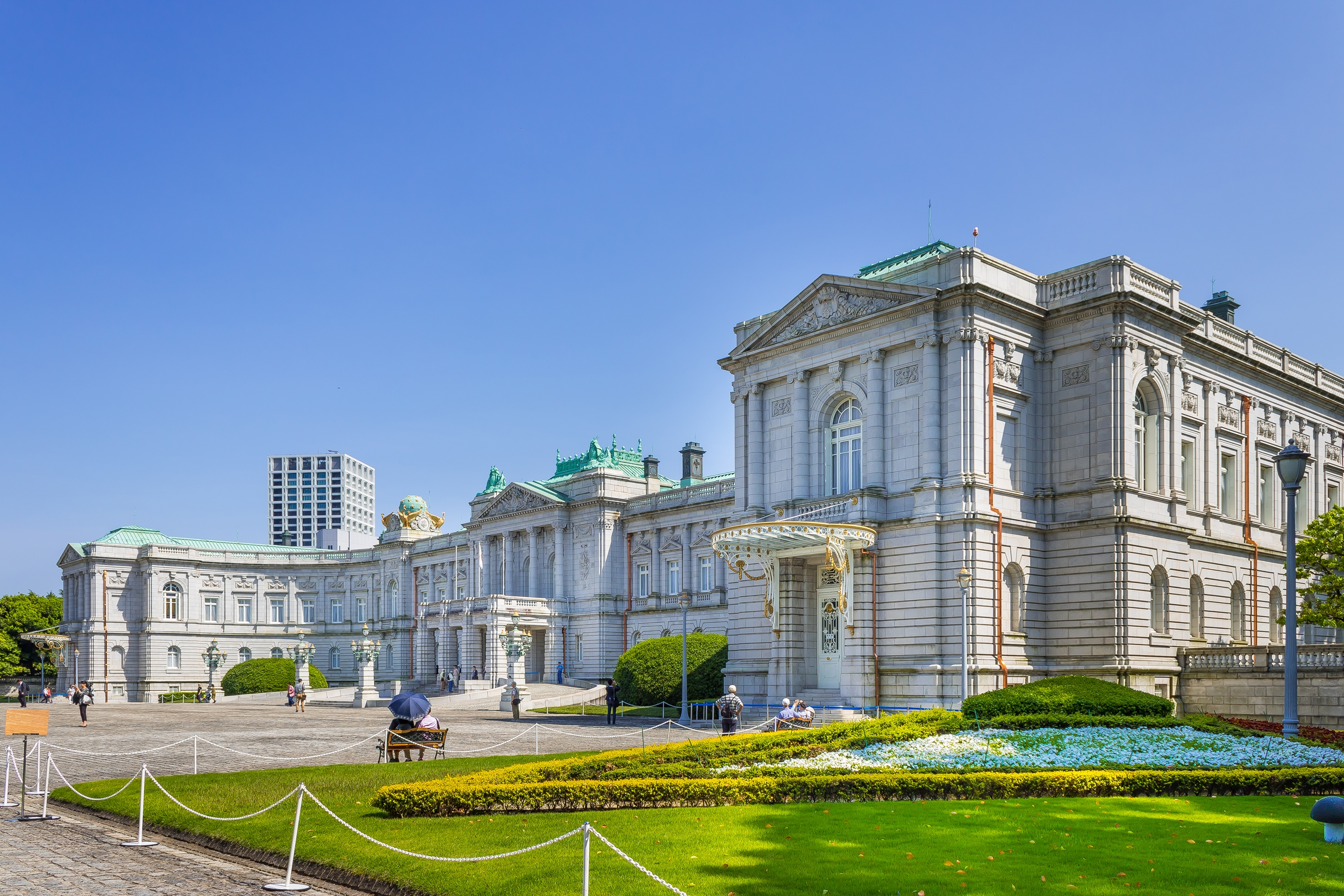
Bâtiment et jardins principaux.

Le bâtiment compte 15 000 m2 d'espace au sol, entouré d'un parc boisé qui occupe une superficie de 11,7 ha.
Le corps principal est l'unique bâtiment occidental de style néo-baroque au Japon et l'un des plus grands bâtiments construits au cours de l'ère Meiji.
Le bâtiment annexe de style japonais de Yushintei est utilisé principalement pour les dîners et les cérémonies du thé pour les invités officiels.
Le palais est entouré d'un parc Une partie du site est encore entourée des douves d'origine, représentées dans des estampes par Hiroshige II.
La gare de Yotsuya est la plus proche du palais.

## Histoire

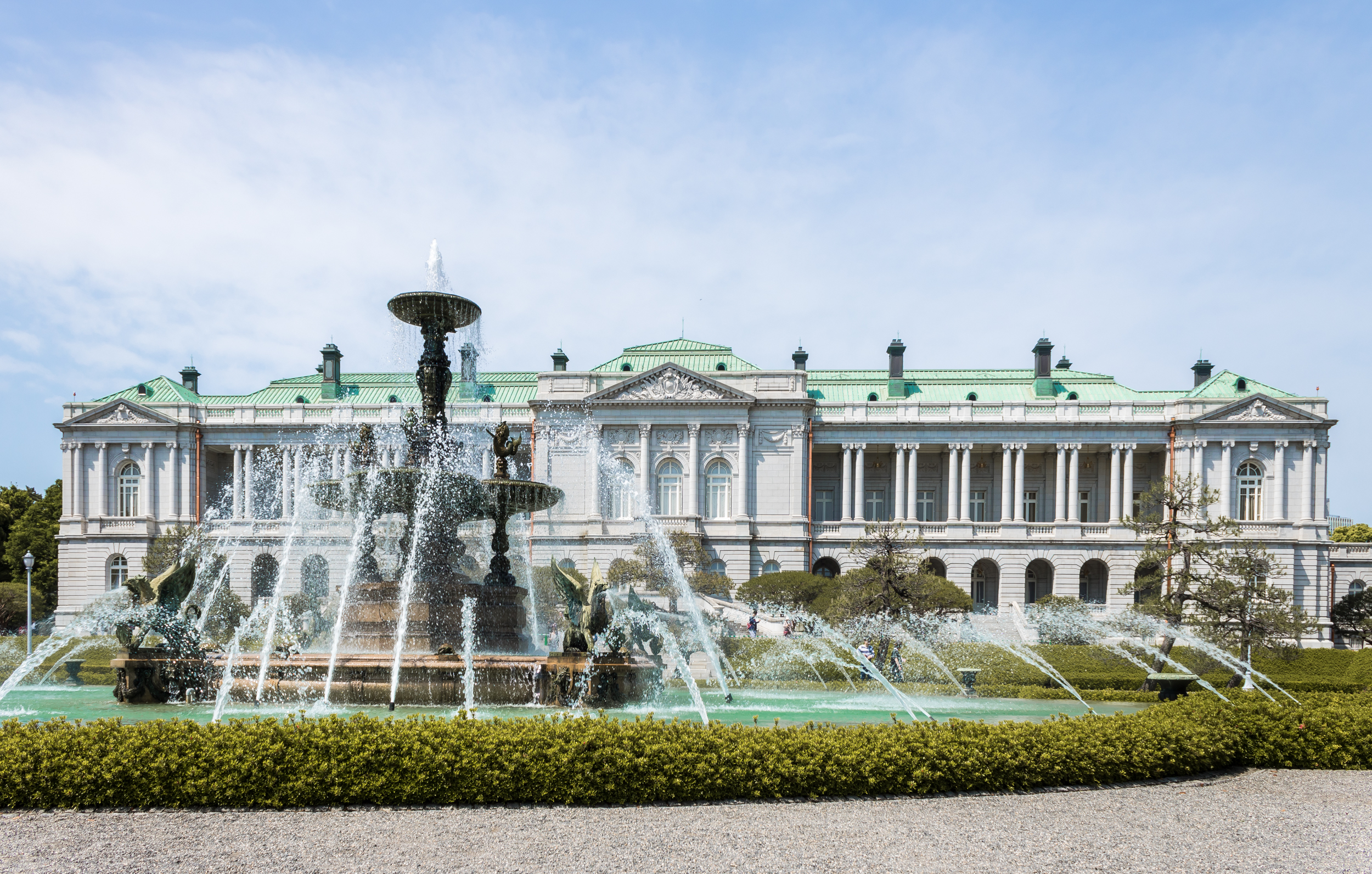
Le bâtiment principal et la fontaine.

Le site qu'occupe à présent le palais d'Akasaka faisait partie de la résidence du domaine de Kishū, une des principales branches de la famille dirigeante Tokugawa durant l'époque d'Edo. Après la restauration de Meiji, les Owari offrent le terrain à la maison impériale.
Conçue par l'architecte Katayama Tōkuma (片山 東熊), un élève de Josiah Conder, la structure néo-baroque est construite entre 1899 et 1909 comme résidence pour le prince héritier. Nommée à l'origine palais du Tōgū (japonais littéral « Palais pour le prince impérial »), elle est plus tard renommée palais d'Akasaka lorsque la résidence du prince héritier est déménagée.
Le prince héritier et régent Hirohito a résidé au palais d'Akasaka de septembre 1923 à septembre 1928, deux mois avant son intronisation. Cette installation, destinée à être temporaire, a duré cinq ans. Lors de la rénovation de sa résidence contemporaine, Hirohito devait loger temporairement au palais d'Akasaka, s'y installant le 28 août 1923. Quatre jours plus tard, le Japon était frappé par le séisme de 1923 de Kantō le 1er septembre. Pendant son séjour au palais d'Akasaka, le prince Hirohito s'est marié et a eu deux filles, la princesse Sachiko (décédée à l'âge de 6 mois) et la princesse Shigeko.
Après la Seconde Guerre mondiale, le gouvernement du Japon a relevé la maison impériale du palais d'Akasaka. Plusieurs bureaux gouvernementaux ont été installés dans le palais, dont la bibliothèque nationale de la Diète fondée en 1948, le bureau législatif du cabinet (en) et le comité d'organisation des Jeux olympiques d'été de 1964.

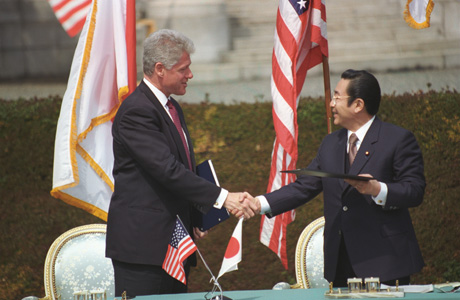
Sommet entre le Premier ministre Ryūtarō Hashimoto et le président Bill Clinton en 1996 au palais d'Akasaka.

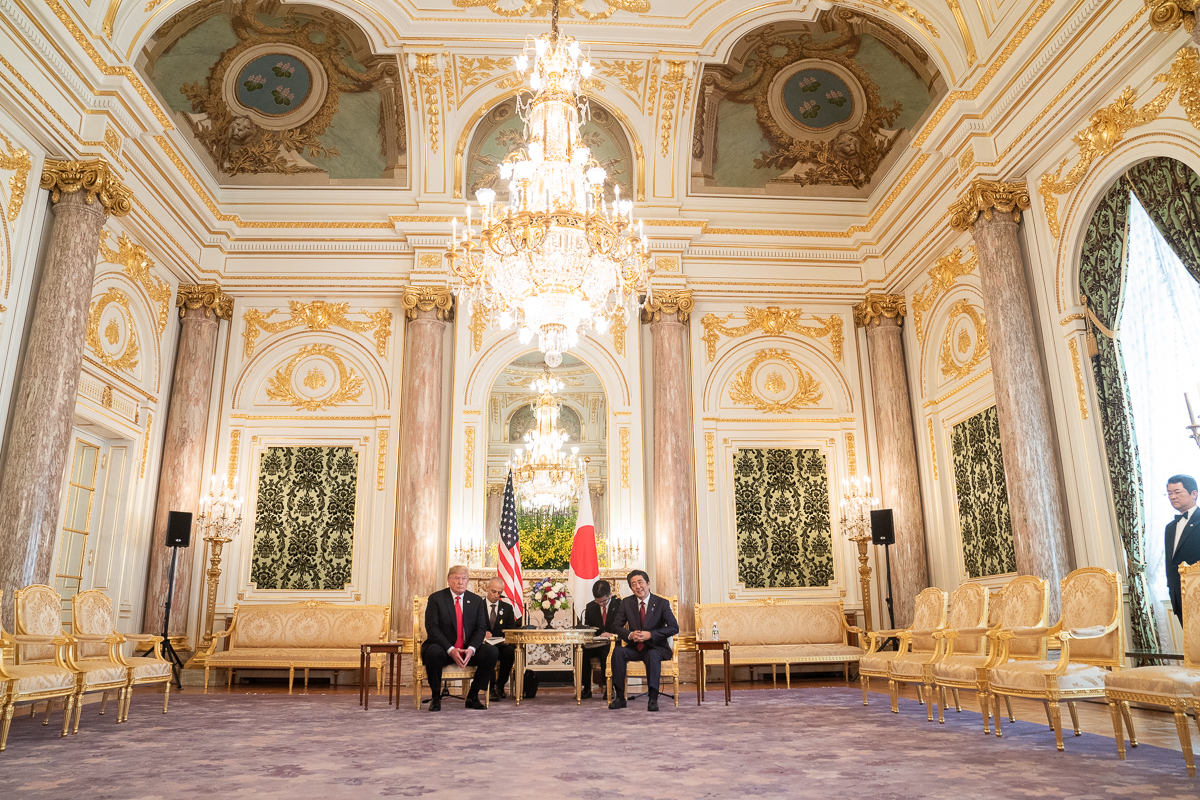
Le 27 mai 2019, le président Donald Trump participe à une réunion bilatérale restreinte avec le Premier ministre Shinzō Abe au palais d'Akasaka.

Avec la reprise économique du pays après la Seconde Guerre mondiale, le gouvernement japonais décide d'établir une résidence officielle d'État. L'ancienne résidence du prince Asaka, devenue le musée d'art métropolitain Teien de Tokyo, rempli cette fonction mais se révèle trop petite pour les besoins. Il est donc décidé en 1967 de rénover l'ancien palais d'Akasaka pour en faire la nouvelle résidence d'État. La rénovation est menée par l'architecte Tōgo Murano sur un chantier d'une durée de cinq ans et pour un coût de plus de 10,8 milliards de yens, pour s'achever en 1974. C'est à cette occasion qu'est également construite l'annexe de Yushintei par l'architecte Yoshirō Taniguchi.
Le premier invité officiel d'État qui réside dans le palais rénové est Gerald Ford en 1974, lors de la première visite d'un président des États-Unis en exercice au Japon. Depuis lors, le palais est utilisé pour l'hébergement des invités officiels et d'État et l'organisation de conférences internationales, notamment les réunions du G7 de 1979, 1986 et 1993, ainsi que celles de l'APEC.
Le site demeure fermé de 2006 à 2009 pour rénovation avant de rouvrir en avril 2009. En décembre 2009, le bâtiment principal, la porte principale et le jardin avec fontaine sont classés trésor national du Japon. Il s'agit du premier classement depuis la restauration de Meiji.

## Source de la traduction
- (en) Cet article est partiellement ou en totalité issu de l’article de Wikipédia en anglais intitulé « Akasaka Palace » (voir la liste des auteurs).